# Tribsees
Tribsees (dawniej Tribbses lub Tribsee, łac. Tributum Caesaris, pol. Trzebudzice) – miasto w Niemczech, w kraju związkowym Meklemburgia-Pomorze Przednie, w powiecie Vorpommern-Rügen, siedziba urzędu Recknitz-Trebeltal.
Prawa miejskie nadał miastu w 1285 Wisław II.

## Toponimia
Nazwa pochodzenia słowiańskiego, od połabskiego trebiti oznaczającego wycinkę lasu, określałoby więc miejscowość zbudowaną w porębie. Można ją wywieść również od słowa trzeba „ofiara”, jako miejsce domniemanego kultu przedchrześcijańskiego. Na język polski przekładana jako Trzebież, Trzebusz lub Trzebudzice.

## Przypisy

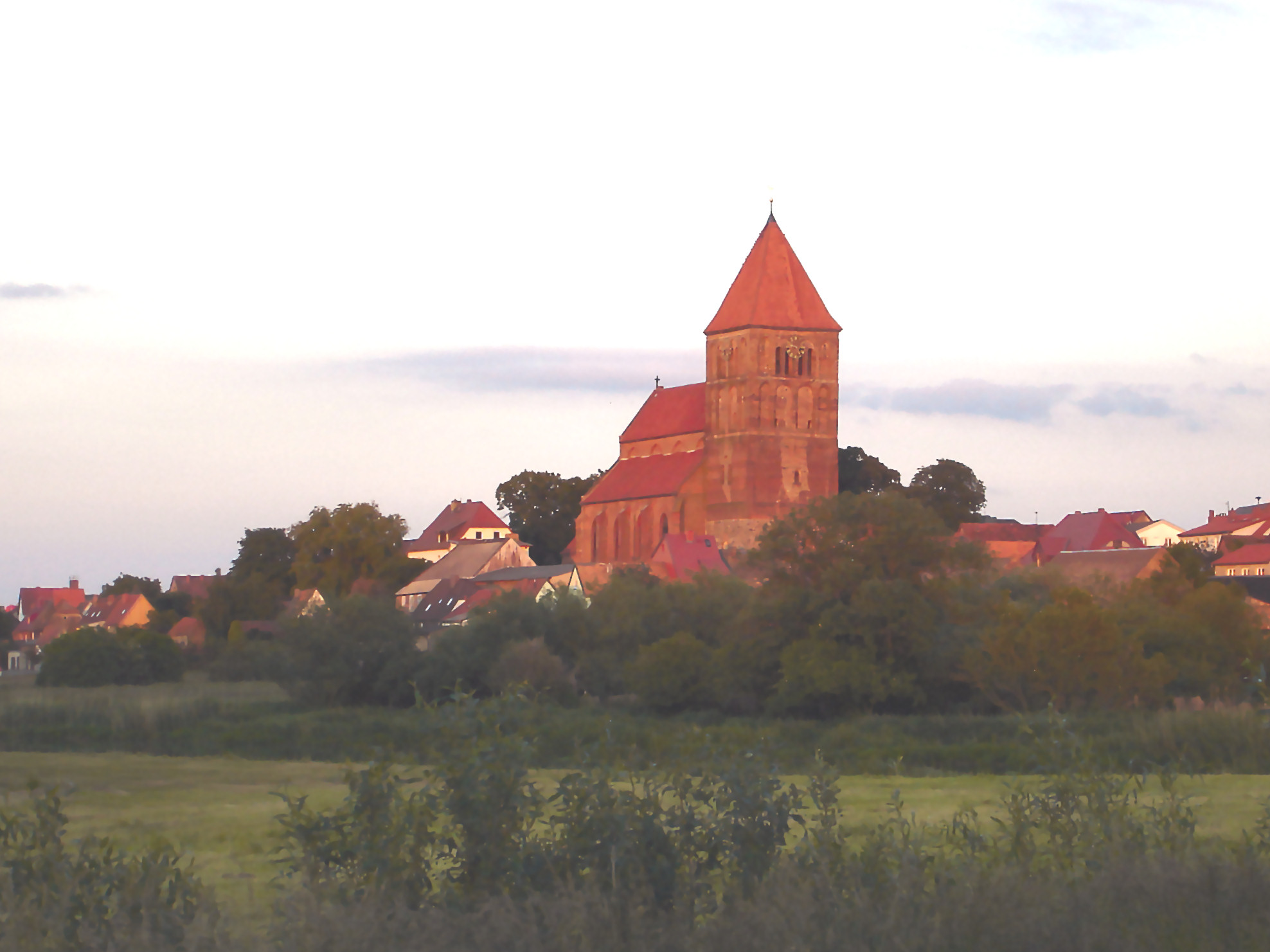
Tribsees

## Geografia
Tribsees położony jest 40 km na wschód od miasta Rostock, nad rzeką Trebel.
Tribsees dzieli się na dzielnice:
- Landsdorf
- Rekentin
- Siemersdorf
- Stremlow